# Ordinariato militare in Germania
L'ordinariato militare in Germania è un ordinariato militare della Chiesa cattolica per la Germania. È retto dal vescovo Franz-Josef Overbeck.

## Territorio
Sede dell'ordinariato è la città di Berlino, dove si trovano la basilica cattedrale di San Giovanni Battista e l'ex cattedrale di San Michele. A Bonn si trova la chiesa di Sant'Elisabetta, che fu cattedrale dell'ordinariato dal 1956 al 2005.

## Storia
Il vicariato castrense fu eretto per il regno di Prussia nel 1868, ma al termine della Prima guerra mondiale fu soppresso.
Fu ristabilito il 20 luglio 1933, ma dopo la fine della Seconda guerra mondiale l'esercito tedesco fu smantellato e il vicariato soppresso.
Fu nuovamente ristabilito nel 1956, quando fu ricostituito il nuovo esercito della Repubblica Federale Tedesca (Bundeswehr).
Il 21 aprile 1986 il vicariato castrense è stato elevato ad ordinariato militare con la bolla Spirituali militum curae di papa Giovanni Paolo II.

## Cronotassi dei vescovi
Si omettono i periodi di sede vacante non superiori ai 2 anni o non storicamente accertati.
- Franz Adolf Namszanowski † (22 maggio 1868 - 28 maggio 1872 dimesso)
- Johann Baptist Assmann † (1º giugno 1888 - 27 maggio 1903 deceduto)
- Heinrich Vollmar † (9 novembre 1903 - 1913 dimesso)
- Heinrich Joeppen † (1º ottobre 1913 - 1º maggio 1920 dimesso)
  - Sede soppressa (1920-1933)
  - Sede vacante (1933-1938)
- Franz Justus Rarkowski, S.M. † (7 gennaio 1938 - 1º febbraio 1945 dimesso)
  - Sede soppressa (1945-1956)
- Joseph Wendel † (4 febbraio 1956 - 31 dicembre 1960 deceduto)
- Franz Hengsbach † (10 ottobre 1961 - 22 maggio 1978 dimesso)
- Elmar Maria Kredel † (22 maggio 1978 - 30 novembre 1990 dimesso)
- Johannes Dyba † (30 novembre 1990 - 23 luglio 2000 deceduto)
- Walter Mixa (31 agosto 2000 - 8 maggio 2010 dimesso)
- Franz-Josef Overbeck, dal 24 febbraio 2011

## Statistiche
| anno | presbiteri | presbiteri | presbiteri | diaconi | religiosi | religiosi | parrocchie |
| anno | totale     | secolari   | regolari   | diaconi | uomini    | donne     | parrocchie |
| ---- | ---------- | ---------- | ---------- | ------- | --------- | --------- | ---------- |
| 1999 | 69         | 63         | 6          |         | 6         |           |            |
| 2000 | 83         | 79         | 4          |         | 4         |           |            |
| 2001 | 82         | 77         | 5          |         | 5         |           |            |
| 2002 | 80         | 77         | 3          |         | 3         |           |            |
| 2003 | 78         | 71         | 7          |         | 7         |           | 97         |
| 2004 | 73         | 67         | 6          |         | 6         |           | 97         |
| 2013 | 67         | 63         | 4          |         | 4         |           | 91         |
| 2016 | 55         | 52         | 3          |         | 3         |           | 82         |
| 2019 | 51         | 46         | 5          |         | 5         |           | 80         |
| 2021 | 53         | 49         | 4          |         | 4         |           | 79         |